# Bildnis der Mutter (Franz Marc)
Bildnis der Mutter ist der Bildtitel eines Gemäldes von Franz Marc (1880–1916). Es gehört zu den frühesten bekannten Bildern des Malers und ist Bestandteil der Sammlung der Städtischen Galerie im Lenbachhaus in München.

## Geschichte
Das Bild entstand 1902 während Marcs Malereistudium an der Akademie der Künste in München. Im selben Jahr malte Marc auch ein Bildnis des Vaters.

## Beschreibung
Das Gemälde ist 98,5 cm hoch und 70 cm breit. Es ist mit Ölfarbe auf Leinwand gemalt.
Das Bild zeigt Marcs Mutter Sophie Marc, geb. Maurice (1847–1926), die in schwarz gekleidet und mit einem roten Schal in einem Korbsessel sitzt und ein Buch liest. 
Form und Aufbau zeigen, wie gut Marc schon nach ungefähr einem Jahr Studium die künstlerischen Mittel der Münchner Malerschule beherrschte, was auch in anderen Gemälden dieser Zeit erkennbar ist wie beispielsweise den Moorhütten im Dachauer Moos.